# Église Saint-Georges de Smederevo
Pour les articles homonymes, voir Église Saint-Georges.
L'église Saint-Georges de Smederevo (en serbe cyrillique : Црква Светог Георгија у Смедереву ; en serbe latin : Crkva Svetog Georgija u Smederevu) est une église orthodoxe serbe située à Smederevo, dans le district de Podunavlje en Serbie. Elle est inscrite sur la liste des monuments culturels protégés de la république de Serbie (identifiant no SK 554).

## Présentation

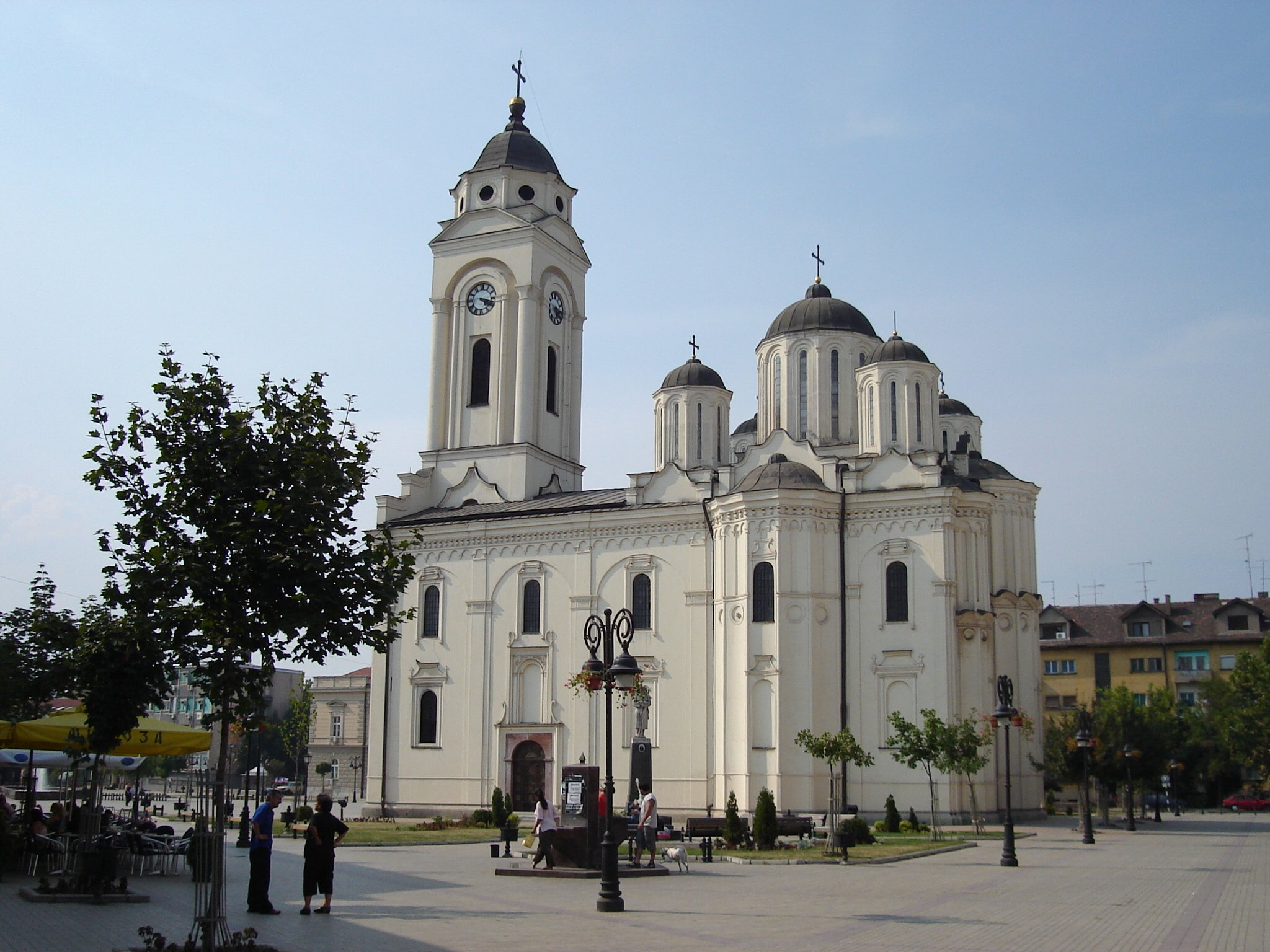
Les dômes de l'église.

L'église Saint-Georges est l'un des plus grands édifices religieux de la Serbie du XIXe siècle. Elle a été construite dans un style serbo-byzantin, inspiré par l'église du monastère de Manasija et constitue un exemple d'historicisme romantique. Elle a été édifiée sous la direction de l'architecte et peintre macédonien Andreja Damjanov de Vélès entre 1850 et 1854, avec quelques modifications dues à Jan Nevole.
Sur le plan architectural, l'église combine un plan tréflé avec une croisée surmontée de cinq dômes et un plan basilical à trois nefs ; elle est précédée d'un narthex avec une galerie. Au-dessus de la galerie s'élève un clocher de style baroque. La façade occidentale se caractérise par une riche décoration plastique qui mêle la tradition serbe médiévale, le baroque et une influence islamique.
La première iconostase a été détruite pendant la Première Guerre mondiale. En 1935, Andrej Bicenko a travaillé sur les fresques de l'église et a peint les icônes de la nouvelle iconostase. Les fresques et les icônes constituent un compromis stylistique entre la tradition serbe, la tradition russe et le style académique ; des compositions comme celles de la Translation des reliques de saint Luc à Smederevo ou du Sermon sur la montagne attirent une attention particulière sur le lien entre histoire et religion, renforcé par la présence de portraits de personnages historiques.

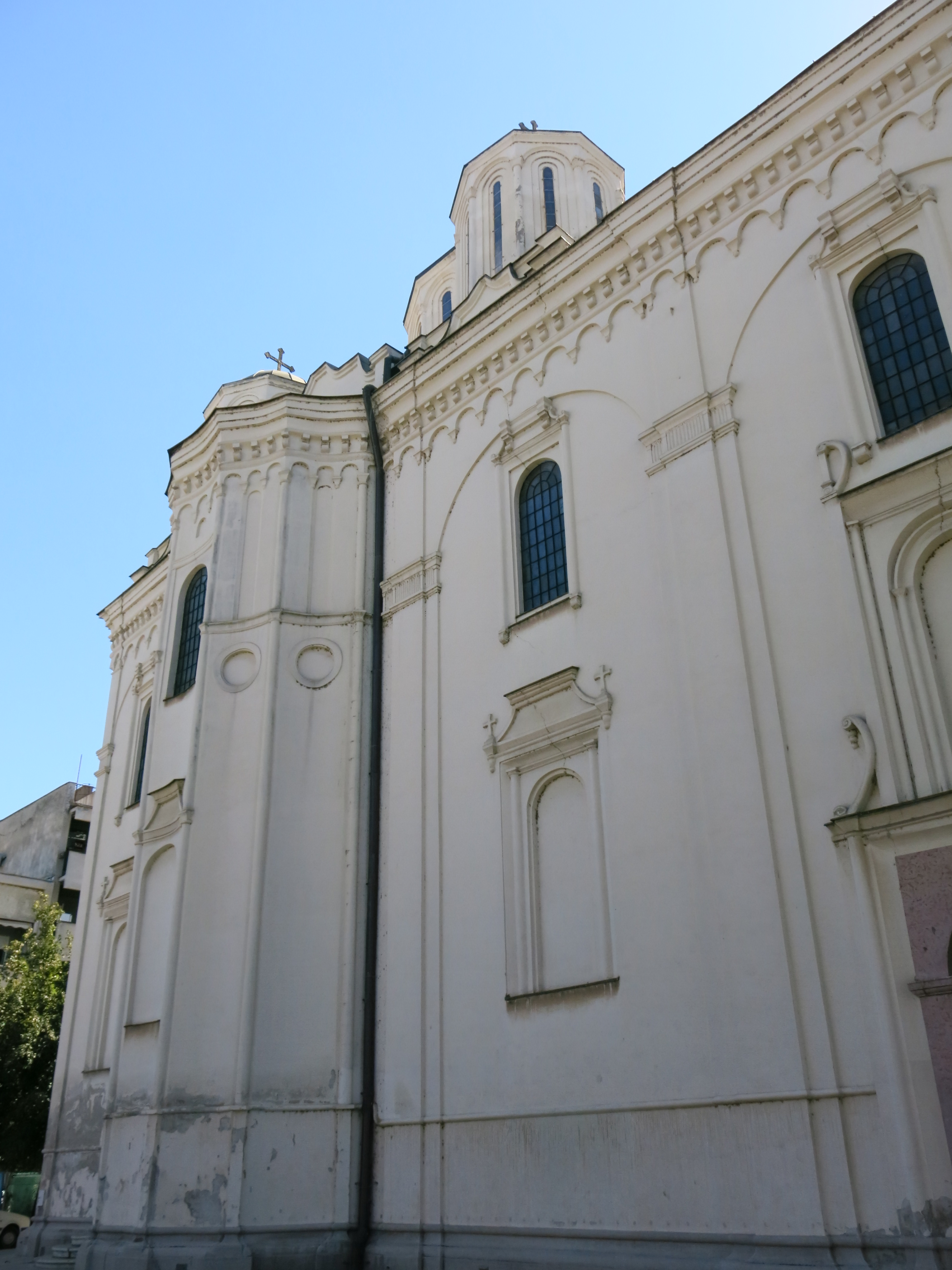
Détail d'une façade.